# 豪斯黑德鎮區 (阿肯色州約翰遜縣)
豪斯黑德鎮區（英語：Horsehead Township）是位於美國阿肯色州約翰遜縣的一個行政鎮區。

## 地方資料
豪斯黑德鎮區的面積為87.46平方千米，當中陸地面積為87.43平方千米，而水域面積為0.03平方千米。根據2010年美國人口普查的數據，當地共有人口761人，而人口密度為每平方千米8.7人。